# Astérix : Le Royaume de Nubie
Série Astérix en animation
Astérix : Le Secret de la potion magique
(2018)
Pour plus de détails, voir Fiche technique et Distribution.
Astérix : Le Royaume de Nubie est un film français d'animation 3D réalisé par Alexandre Heboyan et dont la sortie est prévue en 2026. Il fait suite à Astérix : Le Secret de la potion magique sorti en 2018,,.

## Synopsis
Les “irréductibles” Gaulois ont été transformés en enfants inoffensifs par un élixir de jouvence, accidentellement versé dans la potion magique de Panoramix. Astérix et Obélix partent alors en voyage pour le lointain royaume de Nubie, afin de trouver un antidote et sauver leur village menacé par les Romains.

## Fiche technique
Sauf indication contraire, les informations mentionnées dans cette section peuvent être confirmées par les bases de données cinématographiques IMDb et Allociné,  présentes dans la section « Liens externes ».
- Réalisation : Alexandre Heboyan
- Scénario : Matthieu Delaporte et Alexandre de La Patellière, d'après l’œuvre d'Albert Uderzo et René Goscinny
- Musique originale : Romain Trouillet
- Montage : Grégoire Sivan
- Sociétés de production : M6 Studio ; coproduit par SND, Superprod Animation, M6 Films
- Société de distribution : SND (France)
- Budget : 32,94 millions d'euros[5]
- Pays de production :  France
- Langue originale : français
- Dates de sortie :
  - France : 14 octobre 2026 Date sujette à modification

## Distribution
Sauf indication contraire, les informations mentionnées dans cette section peuvent être confirmées par les bases de données cinématographiques IMDb et Allociné,  présentes dans la section « Liens externes ».
- François-Xavier Demaison : Obélix
- Issa Doumbia
- François de Brauer
- Eye Haïdara

## Production
Annoncé en 2023, le film sortira en 2026.